# Écoles d'ingénieurs na França
A França possui a particularidade de ter, além das universidades, diversas "escolas" do ensino superior, uma das quais as Écoles d'ingénieurs. Estas distinguem-se principalmente pela seletividade de suas admissões e pelo reduzido número de alunos. Os estudos duram cinco anos no total e provém acesso ao "diploma de engenheiro" (conferindo também o grau de Master). Os cinco anos de estudos podem ser divididos em duas partes: primeiro, dois anos de "ciclo preparatório", e em seguida três anos na escola de engenheiro propriamente dita. Há também escolas de engenheiros em que os alunos estudam durante todos os cinco anos, podendo ser de duas categorias: dois anos de ciclo preparatório mais três anos de aprofundamento, ou simplesmente um ciclo de cinco anos.

## Os estudos

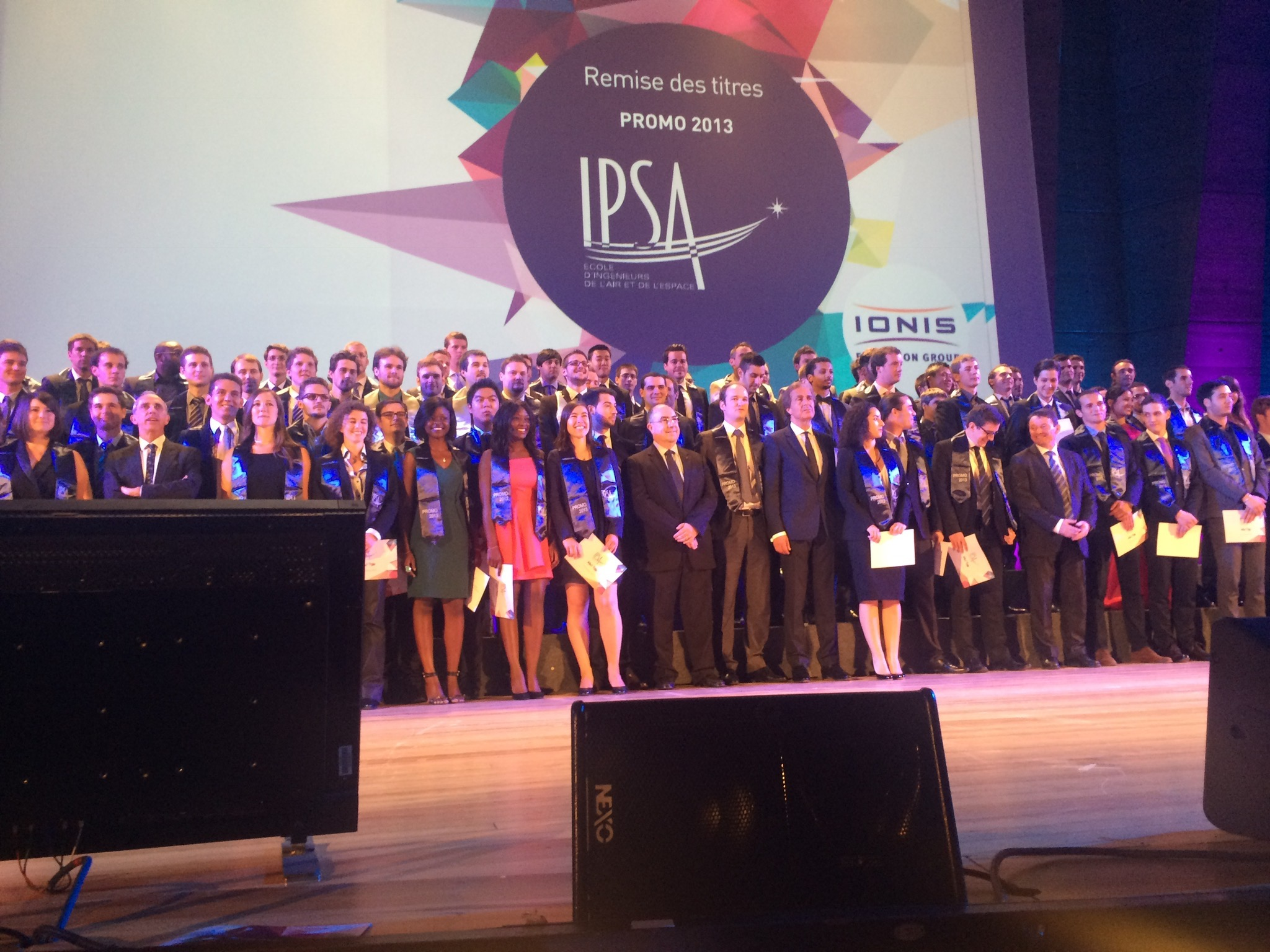
IPSA Promoção 2013

Na França, o diploma de engenheiro é obtido em uma escola de engenheiro. As mais antigas datam do século XVIII. Os estudos duram cinco anos após o baccalauréat, ensino médio francês. Existem diferentes tipos de escolas: públicas ou privadas, independentes ou integradas a uma universidade. Elas definem a formação, frequentemente relacionada aos centros de pesquisa e indústrias próximas, e sua avaliação. Em 2008, o número de estudantes era de 100 mil. Eles são chamados de "élèves-ingénieurs", ou seja "alunos-engenheiros".
Os estabelecimentos devem ser habilitados pelo ministro francês do Ensino superior após um exame e acordo da commission des titres d'ingénieur,  sobre a qualidade da formação, entre outros aspectos.